# Joseph Czerny
Pour les articles homonymes, voir Czerny.
Joseph Czerny, né à Hořovice le 17 juin 1785, mort à Vienne le 7 janvier 1842, est un pianiste, un professeur de piano, éditeur de musique et compositeur autrichien. 
Joseph Czerny a pour élèves, Leopoldine Blahetka (1809–1885) et Karl, le neveu de Ludwig van Beethoven.
Parmi ses compositions, on trouve la variation numéro 5 de la Partie II des Vaterländischer Künstlerverein. Il collabore avec la firme de l'éditeur viennois Pietro Cappi, de 1828 à 1831.